# Leptotarsus (Longurio) riedelianus
Leptotarsus (Longurio) riedelianus is een tweevleugelige uit de familie langpootmuggen (Tipulidae). De soort komt voor in het Afrotropisch gebied.